# Euroobligacja
Euroobligacja (ang. Eurobond) – średnio- lub długoterminowy dłużny papier wartościowy na okaziciela, w którym – podobnie jak w przypadku klasycznej obligacji – emitent zobowiązuje się do spełnienia określonego świadczenia (tj. do zapłaty posiadaczowi euroobligacji należności głównej wraz z odsetkami w określonych odstępach czasu aż do upływu terminu jej wykupu). Charakterystyczną cechą euroobligacji jest to, że jest ona nominowana w walucie innej niż waluta państwa, na terenie którego jest ona plasowana. Najczęściej euroobligacje są nominowane w euro i USD.
Początkowo emitentami euroobligacji były rządy krajów wysoko rozwiniętych oraz duże banki. Obecnie takie instrumenty są przeważnie emitowane przez duże przedsiębiorstwa o wysokim ratingu inwestycyjnym, a organizacją emisji zajmują się zazwyczaj konsorcja banków.